# Никуљане
Никуљане (мкд. Никуљане) је насеље у Северној Македонији, у крајње северном делу државе. Никуљане је насеље у оквиру општине Старо Нагоричане.
Никуљане има велики значај за српску заједницу у Северној Македонији, пошто Срби чине већину у насељу.

## Географија
Никуљане је смештено у крајње северном делу Северне Македоније, близу државне границе ка Србији, која се налази 5 km северно од села. Од најближег града, Куманова, село је удаљено 12 km североисточно.
Село Никуљане се налази у историјској области Средорек, у брдском крају, на приближно 520 метара надморске висине. Источно од села протиче река Пчиња.
Месна клима је континентална са слабим утицајем Егејског мора (жарка лета).

## Прошлост
У селу је фебруара 1896. године било 80 српских кућа.

## Становништво
Никуљане је према последњем попису из 2021. године имало 116 становника.
Претежна вероисповест месног становништва је православље.
| Национални састав према попису из 2021.‍ | Национални састав према попису из 2021.‍ | Национални састав према попису из 2021.‍ | Национални састав према попису из 2021.‍ | Национални састав према попису из 2021.‍ |
| --------------------------------------- | --------------------------------------- | --------------------------------------- | --------------------------------------- | --------------------------------------- |
|                                         |                                         |                                         |                                         |                                         |
| Срби                                    | Срби                                    |                                         | 96                                      | 82,7%                                   |
| Македонци                               | Македонци                               |                                         | 11                                      | 9,5%                                    |